# Bottenmorän
Bottenmorän är en typ av morän (en osorterad, glacialt avsatt jordart), som främst karaktäriseras av att vara hårt packad. De ingående partiklarna som utgör bottenmoränen har transporterats subglacialt (under  inlandsisen), och därefter avsatts och packats av isens tyngd. Pinnmo är en äldre beteckning för ett hårt sammanpackat och osorterat jordlager. I vetenskapligt fackspråk är pinnmon liktydig med bottenmorän.